# Люботинская республика
Люботинская республика (укр. Люботинська республіка) — провозглашённое в декабре 1905 года «независимое рабочее государство», в ходе вооружённого восстания рабочих и железнодорожников в городе Люботин.
7 (20) декабря 1905 года железнодорожники захватили ж.д. станцию Люботин Харьково-Николаевской железной дороги и паровозное депо, основали временное правительство и собственную жандармерию. 13 (26) декабря 1905 года восставшие объявили о создании независимой рабочей Люботинской республики. Комендантом был назначен слесарь Павел Глуховцев. Республика просуществовала четыре дня. 17 (30) декабря 1905 года правительственные войска из г. Харьков, после ожесточённого артобстрела, выбили со станции рабочие дружины, подавив Люботинское восстание.

## Накануне восстания
10 (23) октября 1905 года началась всеобщая забастовка железнодорожников. На 14 (27) октября 1905 года в Харькове был назначен съезд делегатов от всех железных дорог, который не состоялся, так как днём ранее указом Николая II Харьков и Харьковский уезд объявлялись на военном положении. Делегатами было принято решение направиться в Люботин, так как город не входил в зону военного положения. На съезде, который больше напоминал митинг, выступили делегаты, и председатель центрального стачечного комитета Харьково-Николаевской железной дороги Гнат Хоткевич. Люботинцев не замедлили поддержать и соседи, в Будах забастовали рабочие фаянсовой фабрики Кузнецова. Сохранились сведения о том, как делегация в 200 человек под красным флагом побывала в имении князя Святополк-Мирского и просто попросила у того денег. Хозяин дал 100 рублей, а гостивший в тот день граф Лорис-Меликов — 50 рублей. Когда рабочие ушли, князь потребовал направить в имение сотню казаков, дабы подобный конфуз более не повторялся.

## Восстание
Забастовка железнодорожников то приостанавливалась, то возобновлялась, пока 7 (20) декабря 1905 года в 16.45 на телеграфный аппарат станции Люботин не пришла телеграмма из Воронежа: «Конференция депутатов 29 железных дорог постановила объявить всероссийскую забастовку с 12 часов ночи на 8 декабря». Эта резолюция была принята к исполнению, да так лихо, что находившиеся в Харькове члены стачкома не смогли вернуться на станцию поездом и прибыли в Люботин только к вечеру — на лошадях. За время их отсутствия забастовщики успели занять все помещения станции и телеграф, освободить от исполнения обязанности начальника депо и начальника станции, вывести из строя телефонную связь. Станция полностью перешла под контроль «Временного союзного управления железной дорогой». Его возглавил запасной агент железной дороги, дворянин Константин Кирста, влияние которого среди населения было настолько велико, что иногда он говорил: «Люботин — это я». Заместителем Кирсты стал студент Авраам Финкельштейн.
10 (23) декабря 1905 года на митинге, которые проходили ежедневно одобрили решение про организацию боевых дружин, вскоре переименованных в «народную милицию».
Финкельштейн: «Необходимость организации вооруженной милиции дала себя чувствовать впервые же минуты захвата станции Люботин. Вокруг бродили темные подозрительные тени, пытавшиеся удить рыбку в мутной воде. Как на самой станции, так и в поселке были недовольные забастовками выражавшие свою злобу против смутьянов и ждали темноты, чтобы с ними расправиться».
Примечательно, что на станции вместе с патрулями «народной милиции» продолжало существовать жандармерия и общая полиция. Такое мирное сосуществование продолжалось до вечера 11 числа, когда союзным управлением было решено разоружить всех, у кого имелось оружие. Без каких-либо проблем к утру следующего дня все жандармы, полицейские, стражники, урядники и пристав были задержаны и посажены в подвал местного кузнеца. После чего была проведана хозяйка винной лавки Лариса Мягкова. Отобрав у той револьвер, вся милиция направилась в имения князя Святополк-Мирского.
Днем 12 (25) декабря 1905 года всех сидевших в подвале привели на митинг, который проходил в вагонных мастерских. Арестованные просили отпустить их и вернуть оружие, что и было сделано после написания расписки, о том, что те, будут лояльно относится к бастующим. Этот благородный жест способствовал укреплению веры люботинцев в торжество великой идеи преобразования общества на началах справедливости.
В этот же день восставшими была захвачена станция Рыжов. Железнодорожная революция приближалась к Харькову. Где в тот день не работали предприятия, конторы, банки, городской транспорт, были закрыты магазины. На Московской улице и Конной площади произошли столкновения с войсками: 17 человек убито, 100 раненных.
Известия о подавлении вооружённого восстания в Харькове застало отряды люботинцев, почти уже в самом городе, на станции Ново-Бавария. Забаррикадировав железнодорожные пути, те вынуждены были вернуться. Через два дня направленная харьковским губернатором Старынкевичем рота солдат 201-го Лебединского полка вступила на платформы станции Люботин. Константин Кирста вышел к солдатам и предложил присоединиться к восставшим. Выслушав речь, солдаты его связали, положили на сани и под охраной сотни казаков отправили в Харьков. Расчет делался на то, что после ареста вожака кипящий котёл вскоре остынет сам собой.
После ареста Кирсты во главе Люботинского восстания стал Авраам Финкельштейн. Он взялся за дело весьма решительно: было полностью прекращено железнодорожное движение через станцию, на входных стрелках свалены паровозы, вновь арестованы жандармы, отпущенные по расписке. На следующий день состоялся суд, председательствовал в суде сам Финкельштейн. Приговор: все арестованные подлежат сожжению в дымогарной трубе паровозостроительного завода.

## Подавление восстания и судебный процесс

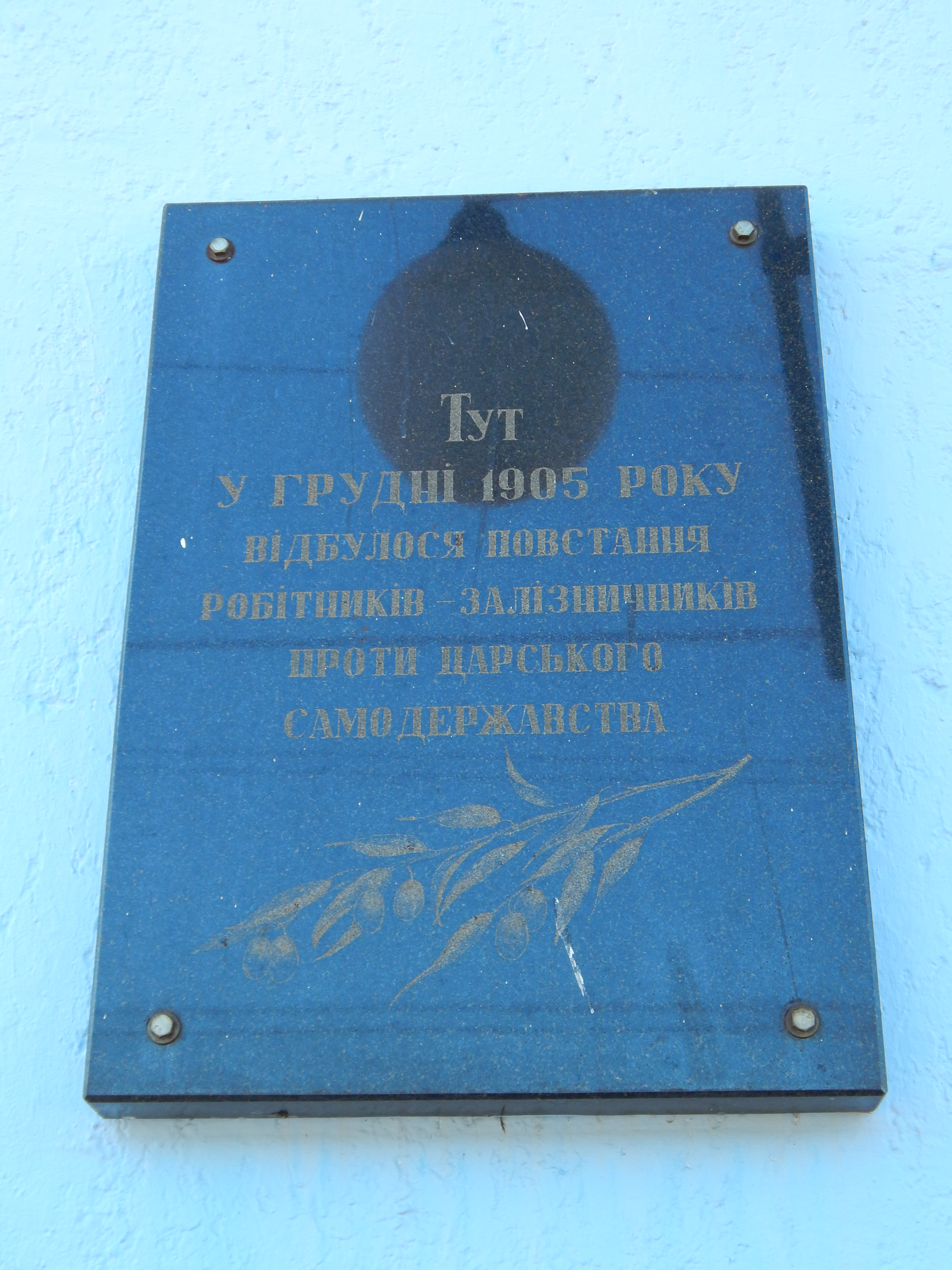
Пмятный знак на стене мастерской в депо Люботина

Из Харькова вышел карательный отряд в составе семь рот солдат, две сотни казаков и одна пушка. Командовал отрядом полковник Ф. В. Эммануэль. Вечером 17 (30) декабря 1905 года войска окружили станцию, на которой проходил очередной митинг. Авраам Финкельштейн: «На митинге собралось в числе других много женщин и детей. Обсуждать вопрос в таком собрании о дальнейшей тактике не представлялось возможным. Явно чувствовалось паническое настроение».
В пять часов вечера начался обстрел. Всего было сделано 12 выстрелов. В результате начавшегося пожара сгорело 30 товарных вагонов.
В своих «Известиях РСДРП» большевики с ехидством писали: «Только теперь войска решились войти в опустевшую станцию. Но начальник отряда не удовольствовался легкой победой: он захотел почестей со стороны врага. С этой целью были посланы на некоторые квартиры гонцы с предложением, пойти и выкинуть белый флаг на не существующей крепости и вступить в мирные переговоры».
В сентябре 1906 года следствие по делу «О скопище железнодорожных служащих на станции Люботин Харьково-Николаевской железной дороги» было передано в суд, а 5 (18) января 1907 года оглашён приговор: Константин Кирста — два года лишения свободы, шесть человек осуждены на год, сорок восемь человек признаны невиновными. Фамилия Финкельштейн в деле не значится.

## Интересные факты
- В 1916 году Константин Кирста станет кавалером ордена Святого Георгия.